# بوبي هيبرت
بوبي هيبرت (بالإنجليزية: Bobby Hebert)‏ هو لاعب كرة قدم أمريكية أمريكي، ولد في 19 أغسطس 1960 في كت أوف في الولايات المتحدة.

## وصلات خارجية
- بوبي هيبرت على موقع مرجع كرة القدم المحترفة.كوم (الإنجليزية)
- بوبي هيبرت على موقع قاعة لويزيانا للمشاهير الرياضية (الإنجليزية)